# Johannes Bugenhagen
Johannes Bugenhagen (24. června 1485, Wolin – 20. dubna 1558, Wittenberg) byl německý protestantský teolog narozený na území dnešního Polska (tehdy Pomořanské knížectví). Martin Luther ho nazýval Doktor Pomeranus. Uvedl protestantskou reformaci do Pomořanska, Dánska i zbytku Skandinávie, byl proto také nazýván „druhý apoštol severu“.

## Život
Vystudoval svobodná umění na univerzitě v Greifswaldu (1502), později se stal rektorem místní školy v Treptowu (dnes Trzebiatów) (1504). Byl vysvěcen na kněze (1509), ale patřil spíše k humanistickým kruhům, ovlivnilo ho zejména učení Erasma Rotterdamského. Roku 1518 napsal na přání pomořanského knížete Buguslava X. Dějiny Pomořanska. Okolo roku 1520 se nadchl pro Lutherovo dílo a v roce 1521 se přestěhoval do Wittenbergu, sídla rodícího se protestantismu. Zde byl zvolen pastorem, byl tedy i Lutherových duchovním vedoucím – oddával ho a později sloužil i na jeho pohřbu. Stal se ve Wittenbergu také členem Lutherova týmu, který překládal Bibli z řečtiny a hebrejštiny do němčiny. Spolu s Johannesem Aepinusem a Kasparem Crucigerem byl mezi prvními třemi luthersky orientovanými doktory teologie, titul získal na univerzitě ve Wittenbergu. V roce 1539 pak zreformoval pomořanskou univerzitu v Greifswaldu, kterou „znovu založil“ jako protestantskou univerzitu, podle vzoru univerzity ve Wittenbergu.
Korunoval dánského krále Kristiána III.
Po Lutherově smrti v roce 1546 se Bugenhagen staral o jeho vdovu a děti.